# Heinz Such
Heinz Such (* 23. August 1910 in Frankfurt am Main; † 28. Dezember 1976 in Leipzig) war ein deutscher Rechtswissenschaftler, der das sozialistische Zivil- und Wirtschaftsrecht der DDR mitbegründete.

## Leben
Such studierte, zunächst ohne Abschluss, von 1930 bis 1933 Rechts- und Wirtschaftswissenschaften in Berlin und Leipzig. Als Mitglied der KPD waren politische Gründe für den Studienabbruch ausschlaggebend. Danach arbeitete er in der Versicherungswirtschaft, bis er 1939 zur Wehrmacht eingezogen wurde. Erst 1946 konnte er sein Studium abschließen. Mit der Arbeit Wirtschaftsplanung und Sachmängelhaftung 1948 bei Hans-Otto de Boor an der Universität Leipzig promoviert, leitete er bis 1949 deren Verwaltung und las Erbrecht, später auch andere Fächer. Die Leipziger Juristenfakultät sah in Such eine begabte Nachwuchskraft und versuchte noch vor der Habilitation, ihm einen Lehrstuhl zu verschaffen. Tatsächlich erhielt Such die Lehrbefugnis erst 1965, lange nachdem er 1951 einen zivilrechtlichen Lehrstuhl in Leipzig übernommen hatte. Ab 1969 hatte er einen Lehrstuhl für sozialistisches Wirtschaftsrecht inne. Von 1956 bis 1959 und von 1967 bis 1973 war Such Präsident des Schiedsgerichts der Kammer für Außenhandel der DDR. 1967 wurde er zum ordentlichen Mitglied der Deutschen Akademie der Wissenschaften zu Berlin gewählt.
Die Bedeutung Suchs für die Rechtswissenschaft der DDR besteht in der Entwicklung eines eigenen wissenschaftlichen Ansatzes auf der Grundlage des dialektischen Materialismus. Grundlage seiner Theorie sollten die tatsächlichen Lebensverhältnisse der Menschen sein. Insbesondere mit dem Begriff des Volkseigentums setzte er sich als erster intensiv auseinander und arbeitete seinen Inhalt heraus. Wesentliche Erkenntnisse lieferte er auch für die Ausgestaltung eines eigenständigen und einheitlichen sozialistischen Wirtschaftsrechts, also der Rechtsverhältnisse der Betriebe untereinander. Ferner entwickelte er eine eigenständige Vertragstheorie und die Konzeption des Zivilrechts der DDR, die das als überkommen angesehene System des römischen Rechts überwinden sollte. In seinen frühen Arbeiten hatte der auch als eigenwillig geltende Such versucht, den Zugriff der SED auf alle Bereiche von Wirtschaft und Wissenschaft einzudämmen. Nachdem er hierfür im Zuge der Babelsberger Konferenz 1958 gemaßregelt worden war, konnte er schärfere Konsequenzen nur durch Selbstkritik vermeiden.
1957 wurde Such der Nationalpreis der DDR zuerkannt. 1975 wurde ihm von der Universität Leipzig die Ehrendoktorwürde verliehen.

## Werke (Auswahl)
- Marxismus und Interessenjurisprudenz. In: Neue Justiz 1947, S. 229–236
- Die Ursachen des Versagens der Rechtswissenschaft. In: Neue Justiz 1948, S. 61–68
- Jenseits von Materialismus und Idealismus. In: Neue Justiz 1948, S. 203–212
- Das Volkseigentum. In: Neue Justiz 1949, S. 125–129, 156–161
- Wirtschaftsplanung und Sachmängelhaftung. Bibliografisches Institut, Leipzig 1949
- Die Bedeutung des Vertragssystems bei der Verwirklichung des neuen Kurses. Deutscher Zentralverlag, Berlin 1954
- Die Vereinfachung des Staatsapparats und die zwischenbetriebliche Kooperation der sozialistischen Betriebe. 2. Auflage. Dietz Verlag, Berlin 1958
- VVB und wissenschaftlich-technischer Fortschritt. Probleme und Erfahrungen bei der Entwicklung der VVB zum ökonomischen Führungsorgan. Staatsverlag der DDR, Berlin 1964
- Der Liefervertrag. Staatsverlag der DDR, Berlin 1967